# Лая-кха

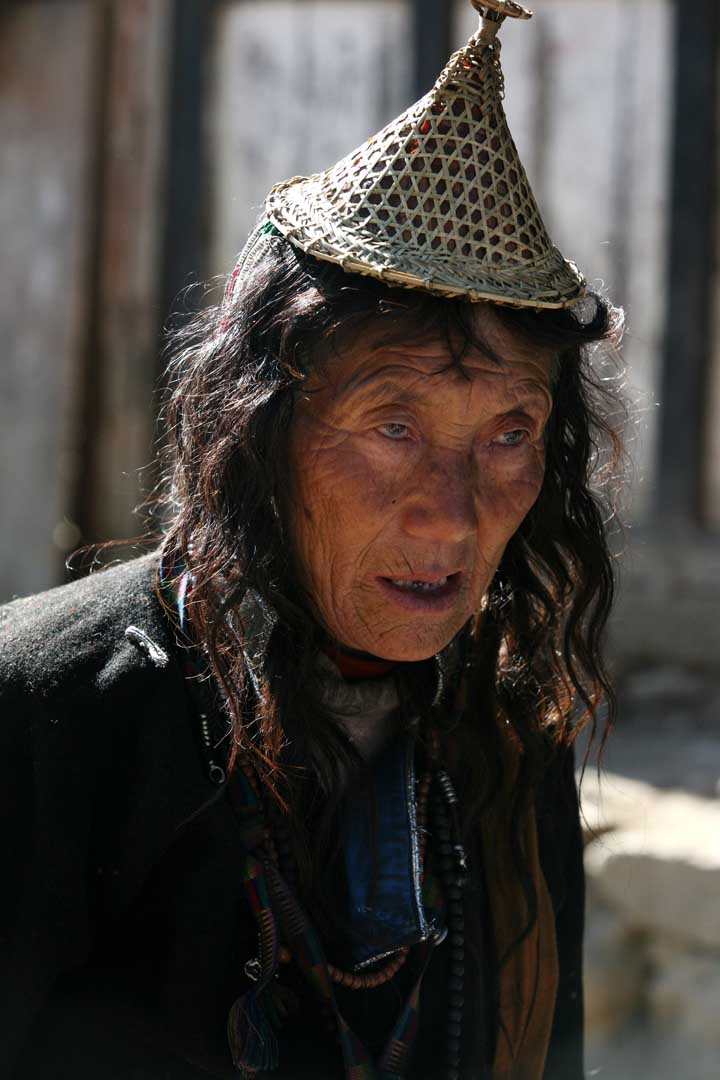
Женщина из племени лаяп в Бутане.

Лая-кха (дзонг-кэ ལ་ཡ་ཁ་, ལ་ཡག་ཁ་, вайли la-ya-kha, la-yag-kha) — сино-тибетский язык, на котором говорят около 1100 человек, живущих в Бутане, а точнее в деревне Лая, дзонгхаг Гаса. Носителей языка также можно встретить в дзонгхагах Тхимпху (гевог Лингжи) и Пунакха. Они этнически связаны с тибетцами. Распространён среди народа лаяп. Большинство носителей живут на высоте 3850 метров, чуть ниже пика Цендаган. Также они называют себя бьопами, что иногда считается снисходительным термином.
Иногда лая-кха считается диалектом языка дзонг-кэ, национального языка Бутана. Язык тесно связан с дзонг-кэ, в основном, базовой лексикой и грамматикой.

## Примечание
1. ↑  Laya (англ.). Ethnologue (19 ноября 2019). Дата обращения: 28 ноября 2020. Архивировано 4 августа 2017 года.
2. ↑  Wangdi, Kencho. Laya: Not Quite a Hidden Land. Kuensel online (4 ноября 2003). Дата обращения: 26 сентября 2011. Архивировано 7 декабря 2003 года.
3. ↑  Layakha / Lewis, M. Paul. — 16 (online). — Dallas, Texas : SIL International, 2009. Архивная копия от 19 октября 2012 на Wayback Machine Источник. Дата обращения: 28 ноября 2020. Архивировано 19 октября 2012 года.
4. ↑  George van Driem. Dzongkha / George van Driem, Karma Tshering. — Research CNWS, School of Asian, African, and Amerindian Studies, 1998. — Vol. 1. — P. 1. — ISBN 90-5789-002-X. Источник. Дата обращения: 28 ноября 2020. Архивировано 2 мая 2014 года.
5. ↑  Tribe – Layap. BBC online (1 мая 2006). Дата обращения: 26 сентября 2011. Архивировано 7 мая 2021 года.